# Pero variaria
Pero variaria là một loài bướm đêm trong họ Geometridae.